# Gruppo T
Il Gruppo T si costituì a Milano nell'ottobre del 1959  ad opera di  Giovanni Anceschi, Davide Boriani, Gianni Colombo, Gabriele Devecchi, a cui si aggiunse subito dopo Grazia Varisco. Con il termine Miriorama (infinite visioni) il Gruppo T (dove T sta per tempo) definisce la propria poetica, centrata sull'idea della variazione dell'immagine nella sequenza temporale. Insieme al padovano Gruppo N, il Gruppo T è all'origine dell'Arte Programmata, la cui mostra d'esordio si tiene nel 1962.
Il Gruppo, che formalmente non si è mai sciolto, firma la sua ultima opera collettiva nel 1968.

## Storia
La storia del milanese Gruppo T si inserisce in quella più vasta dei gruppi europei che si formano tra la fine degli anni Cinquanta e i primi del Sessanta. 
Nell'ottobre del 1959 Giovanni Anceschi, Davide Boriani, Gianni Colombo e Gabriele De Vecchi fondano il Gruppo T. Nel gennaio 1960 alla galleria Pater di Milano è organizzata "Miriorama 1", la prima manifestazione del gruppo, che in quell'occasione redige il  manifesto programmatico. Seguono le 4 mostre personali degli artisti e  in occasione di "Miriorama 6", seconda mostra collettiva, Grazia Varisco entra a far parte del gruppo. Dal 1960 al 1964 si svolgono le 14 mostre "Miriorama", in diversi luoghi. Nel 1962 a Milano, presso il negozio Olivetti, il Gruppo T partecipa, con Bruno Munari, Enzo Mari, il Gruppo N, alla mostra "Arte programmata, arte cinetica, opere moltiplicate, opera aperta", promossa da Olivetti su iniziativa di Bruno Munari con testo di Umberto Eco. Nello stesso anno gli artisti realizzano per l' "Almanacco letterario Bompiani 1962", dedicato alla civiltà dei calcolatori elettronici, a cura di Eco e Munari, Grafiche programmate con criteri cibernetici.
Nel 1961 il Gruppo T aderisce al movimento internazionale che raggruppava l'avanguardia cinetica e programmata "Nove Tendencije" ed è presente alle mostre organizzate a Zagabria, a Parigi, a Venezia. Partecipa negli anni seguenti ad importanti eventi nazionali e internazionali, che testimoniano il riconoscimento di cui godeva l'arte programmata: dalle tappe nazionali e internazionali  della mostra "Arte programmata" (NewYork, Londra, Trieste, Venezia) alla Biennale di Venezia del 1964 (con una sala personale), a "The Responsive Eye" a New York nel 1965, e nello stesso anno alla mostra "Arte cinetica" a Trieste, a "Kunst-Licht-Kunst" a Eindhoven nel 1966, a "Lo spazio dell'immagine" (1967), a "Vitalità del negativo nell'arte italiana" (1970-1971). 
Mentre l'azienda Olivetti acquista gli "oggetti" prodotti per la prima mostra di arte programmata, la Galleria Nazionale d'Arte Moderna di Roma acquisisce un nucleo consistente di arte cinetica e programmata e nel 1969 l'Ambiente stroboscopico di Davide Boriani. 
I riferimenti culturali dei giovani artisti, per la maggior parte formatisi all'Accademia di Belle Arti di Brera,  sono, tra gli altri, Lucio Fontana e Bruno Munari; prendono le mosse dalla Fenomenologia ma sono interessati anche ai nuovi modelli teorici dell'epoca, come la Teoria dell'informazione. Gli artisti producono oggetti cinetici e programmati manipolabili dal fruitore, a intervento manuale o meccanico che, in variazione o in mutamento, generano, "nella dialettica tra caso e programma", una struttura provvisoria: qualcosa che si fa, per citare ancora Umberto Eco "mentre noi lo ispezionanimo". Il Gruppo T indaga, nell'ambito della ricerca visiva, il principio di gradimento, l'organizzazione interna delle forme, l'instabilità percettiva, la persistenza delle immagini sulla retina, la variazione dell'immagine con il movimento eccentrico, la sua metamorfosi attraverso l'interferenza e la diffrazione della luce. 
Il Gruppo T dopo la produzione delle opere, degli "oggetti", darà vita a numerosi ambienti, in cui l'osservatore svolgerà un ruolo centrale. Mentre Spazio + lineeluce+ spettatore (Davide Boriani, 1964) sarà il primo ambiente interattivo, l'Ambiente per un test di estetica sperimentale (G. Anceschi, D. Boriani, 1965) stabilirà l'indice di gradimento dell'ambiente da parte del suo fruitore. Mentre Spazio elastico (Gianni Colombo, 1967) mediante il movimento asimmetrico della griglia di fili elastici sottolineerà l'essenza mentale della nozione di spazio, la Strutturazione a parametri virtuali (Gabriele De Vecchi, 1969) altererà i consueti indizi della percezione spaziale. 

## Mostre MIRIORAMA
- Miriorama 1 (1960), Milano
- Miriorama 2 (1960), personale
- Miriorama 3 (1960), personale
- Miriorama 4 (1960), personale
- Miriorama 5 (1960), personale di Giovanni Anceschi
- Miriorama 6 (1960)
- Miriorama 7 (1960), Galleria S. Matteo, Genova
- Miriorama 8 (1960), negozio Bruno Danese, Milano
- Miriorama 9 (1961), Minami Gallery, Tokio
- Miriorama 10 (1961), Galleria La Salita, Roma
- Miriorama 11 (1962), Studio N, Padova
- Miriorama 12 (1962), Galleria del Cavallino, Venezia
- Miriorama 13 (1963), Galleria del Naviglio, Milano
- Miriorama 14 (1964), Studio F, Ulm

## Manifesti programmatici
- DICHIARAZIONE DEL GRUPPO T
- "Ogni aspetto della realtà, colore, forma, luce, spazi geometrici e tempo astronomico, è l'aspetto diverso del relazionarsi dello SPAZIO-TEMPO o meglio: modi diversi  di percepire il relazionarsi fra SPAZIO e TEMPO. Consideriamo quindi la realtà come continuo divenire di "fenomeni" che noi percepiamo nella "variazione". Da quando una realtà intesa in questi termini ha preso il posto, nella coscienza dell'uomo (o solamente nella sua intuizione) di una realtà fissa e immutabile, noi ravvisiamo nelle arti una tendenza ad esprimere la realtà nei suoi termini di divenire. Quindi considerando l' "opera" come una "realtà" fatta con gli stessi elementi che costituiscono quella "realtà che ci circonda" è necessario che l'opera stessa sia in continua variazione. Con questo noi non rifiutiamo la validità di mezzi quali colore, forma, luce. ecc...., ma li ridimensioniamo immettendoli nell'opera nella situazione vera in cui li riconosciamo nella realtà, cioè in continua variazione che è l'effetto del loro relazionarsi reciproco".
- Giovanni Anceschi, Davide Boriani, Gianni Colombo, Gabriele De Vecchi, 1959: testo pubblicato in occasione della prima mostra del gruppo "Miriorama1" alla galleria Pater di Milano nel gennaio 1960.